# Залишення місця дорожньо-транспортної пригоди
Залишення місця дорожньо-транспортної пригоди (англ. Hit and run) — дії учасника дорожньо-транспортної пригоди, спрямовані на приховання факту такої пригоди або обставин її скоєння, які спричинили необхідність проведення поліцейськими заходів щодо встановлення (розшуку) цього учасника та (або) розшуку транспортного засобу.